# 最福寺 (東金市)
最福寺（さいふくじ）は、千葉県東金市にある単立寺院で、古くは顕本法華宗に属していた。山号は安國山。本尊は一塔二尊四師。
通称は、東金開運大黒天、八鶴湖畔の最福寺

## 歴史

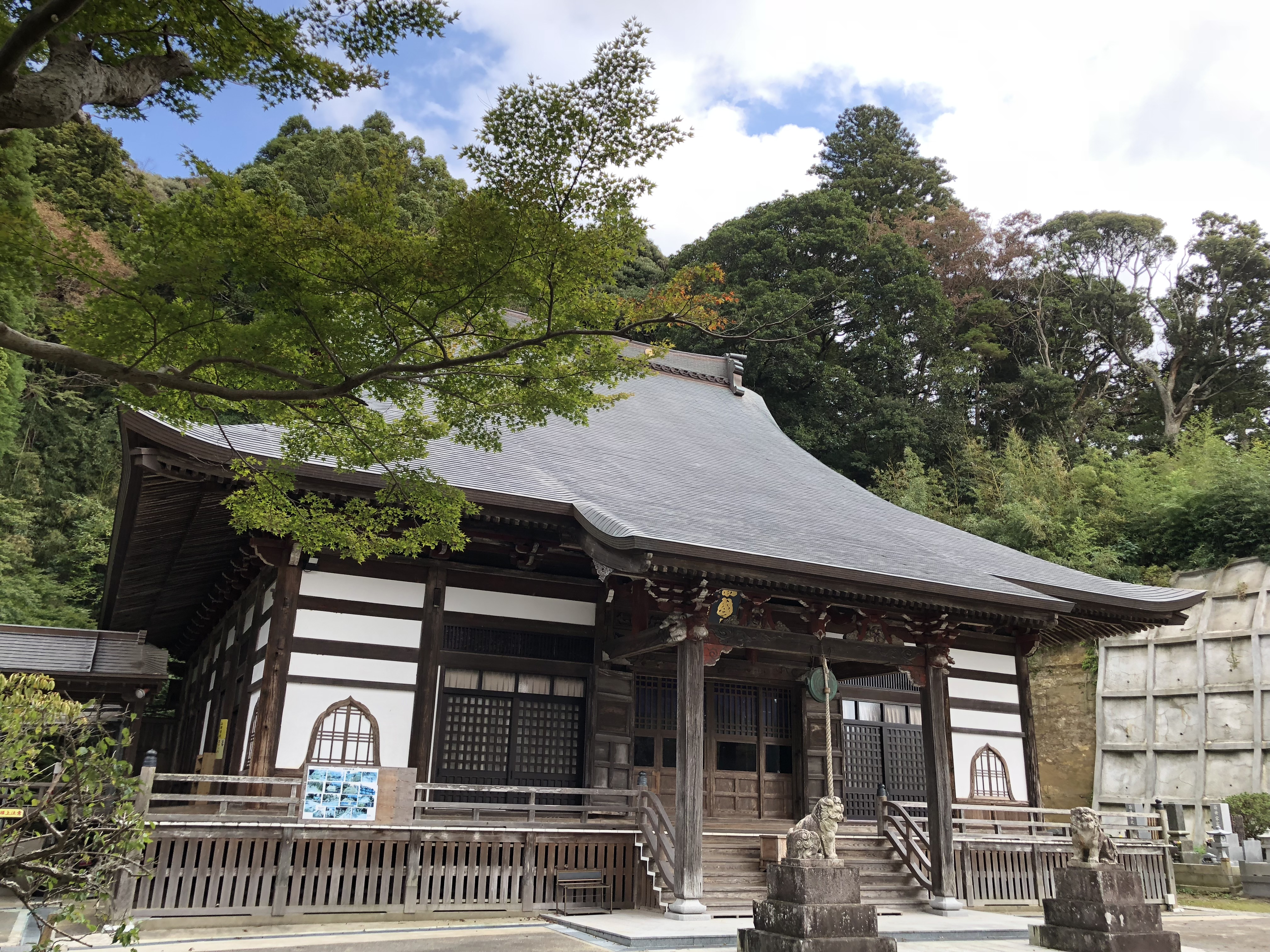
本堂

この寺の創建年代については不詳であるが、元は天台宗に属しており、一説によれば日本天台宗の祖最澄により創建されたという。1479年（文明11年）当時の住職が法華宗妙満寺派に改宗し、上総国土気城主酒井定隆の援助により中興したという。
徳川家康が来訪したこともあり、来訪時に住職であった日善上人は駿府に招かれるなど交友を深め、寺には家康と日善上人の銅像が建っている。江戸時代には江戸幕府から朱印状が与えられ、妙満寺派（現在の顕本法華宗）本山輪番上総十ヶ寺の一つであった。本堂の主要な柱は浅草寺の古材を譲り受けたものとされる。
1941年3月、顕本法華宗は日蓮宗、本門宗と合同し(新)日蓮宗となる。戦後、顕本法華宗再独立派は日蓮宗より独立し(新)顕本法華宗となり身延残留派は日蓮宗に残存、その他は単立寺院となる。
当寺は1954年に単立寺院となり現在に至る。
2011年に発生した東日本大震災の影響で本堂が傾いたため、金剛組による修繕工事が行われ、2013年に修復が完成している。

## 文化財
- 東金市指定文化財
  - 釈迦入滅涅槃図
  - 大黒天像
  - 智者大師画像
  - 鰐口
- 東金市指定天然記念物
  - 多羅葉樹

## 所在地
- 千葉県東金市東金1693